# Claudia
Claudia – polski miesięcznik lifestylowy dla kobiet, wydawany od maja 1993 przez wydawnictwo Hubert Burda Media. 
Redaktorem naczelnym jest Agnieszka Wierzbicka. Do czasopisma dołączane są liczne dodatki tematyczne. Dwa z nich stały się samodzielnymi tytułami – „Claudia Rodzice” (od października 2000) oraz „Claudia – Ładnie Mieszkać” (od marca 2000).
Jesienią 2022 poinformowano, że wraz z końcem roku miesięcznik zostanie zlikwidowany, wraz z pokrewnymi oddzielnymi tytułami.